# Proceratophrys tupinamba
Proceratophrys tupinamba é uma espécie de anfíbio da família Odontophrynidae. Endêmica do Brasil, pode ser encontrada no município de Angra dos Reis, no estado do Rio de Janeiro.